# Vieillesse du chien

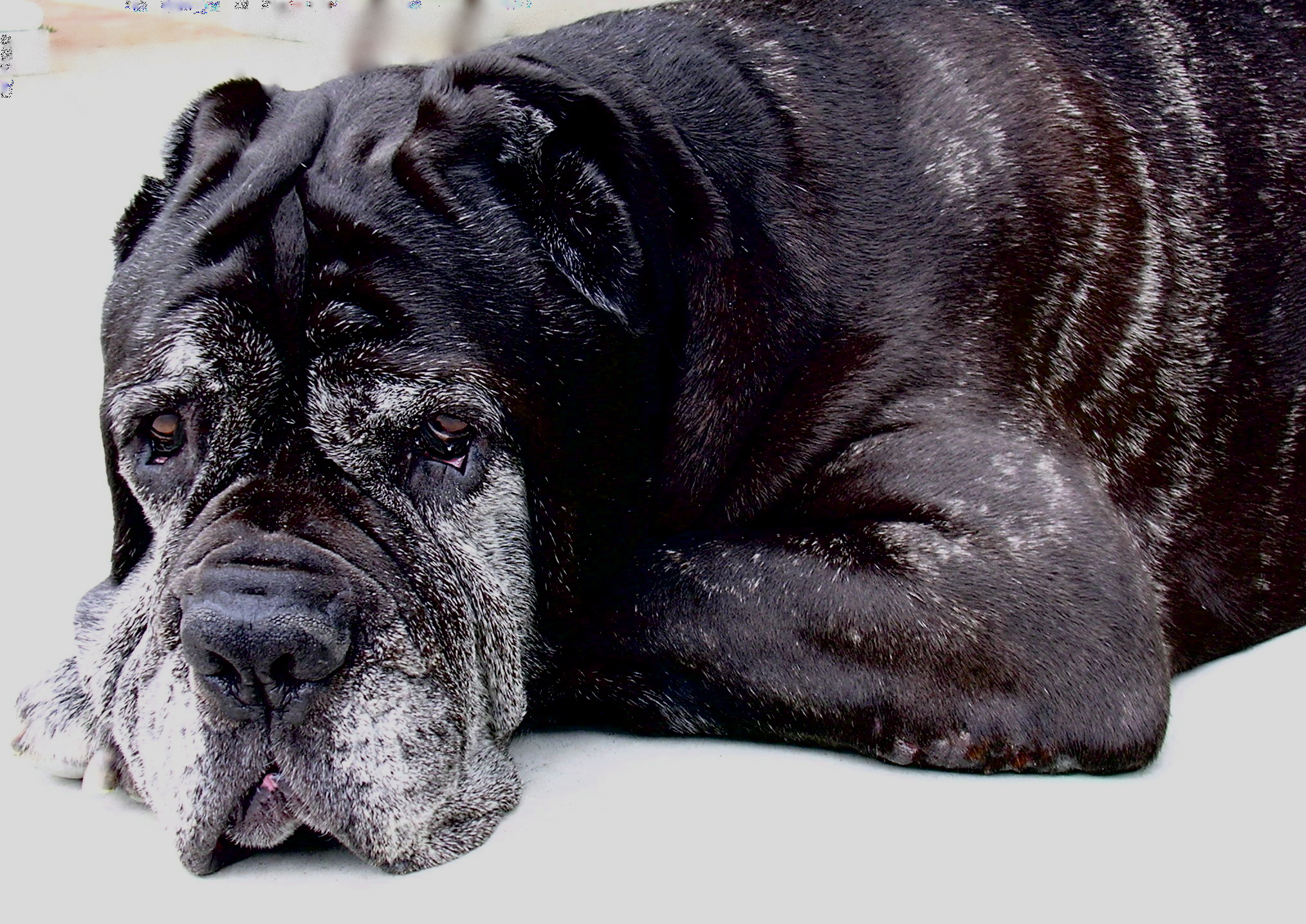
Mâtin napolitain âgé de 10 ans,
des poils gris mouchètent déjà largement son museau

Le vieillissement chez le chien traite, sous le rapport médical et clinique, de l'impact du vieillissement chez le chien domestique (Canis lupus familiaris), les questions en découlant et l'espérance de vie.
Chez certaines espèces robustes de chiens, comme l'ancienne race du Mâtin napolitain, les signes de sénescence (ou vieillesse) apparaissent vers 10 ans. Elles se limitent à l'apparition de poils gris sur le museau. Mais chez d'autres espèces canines plus délicates, le pelage devient totalement gris à cet âge.
Comme chez les humains, l'âge avancé apporte des changements dans la capacité du chien à entendre, voir et se déplacer.
Des affections de la peau, perte d'appétit et d'énergie sont ses symptômes de l'avancement de l'âge gériatrique. Les maladies inhérentes comme le cancer, l'insuffisance rénale, l'arthrite et autres signes de la vieillesse peuvent apparaître.

## Généralités

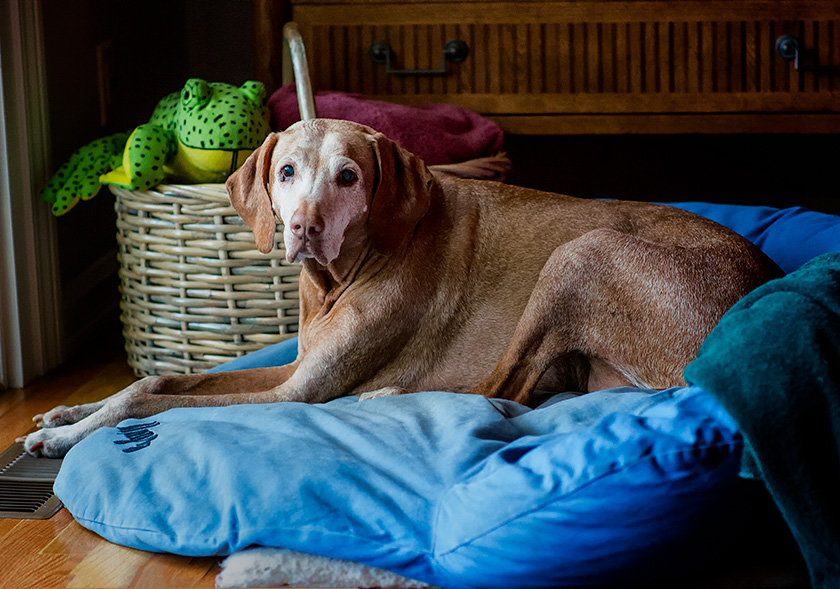
Braque hongrois à poil court âgé.

De manière indicative, la longévité d'un chien varie en fonction de sa taille adulte (souvent déterminé par sa race) : les petits chiens vivent souvent entre 15 et 16 ans, les chiens de moyenne et grande taille généralement 10 à 13 ans, et certains chiens de races géantes, comme les dogues, vivent souvent seulement 7 à 8 ans. Pourtant ces derniers deviennent adultes plus tardivement, deux ans par rapport aux plus petites races (en moyenne 12 à 15 mois).
Comme pour tout animal domestique, la progression des dégradations de santé et d'état de sénilité d'un chien n'est pas linéaire. Ainsi le vieillissement d'un chien peut être fortement freiné si l'animal est l'objet de nombreuses attentions quotidiennes de la part de ses maîtres : nourriture saine et variée (avec périodiquement des compléments vitaminés et minéraux), stimulations sensorielles nombreuses (câlins, jeux, visite d'autres congénères âgés), activité physique régulière (longues promenades), bol d'eau claire à volonté et changée souvent, lieu de repos calme et confortable (couette épaisse par exemple), etc.
Pour lui faciliter une vieillesse heureuse, son ou sa vétérinaire peut lui réaliser des bilans de santé réguliers : comme pour les félins domestiques, les bilans dits de gériatrie vétérinaire sont aujourd'hui fréquents pour les canins.
Les méthodes des spécialistes de santé vétérinaire pour estimer l'état de vieillissement et l'intensité de la sénilité d'un chien sont diverses.

## Terminologie

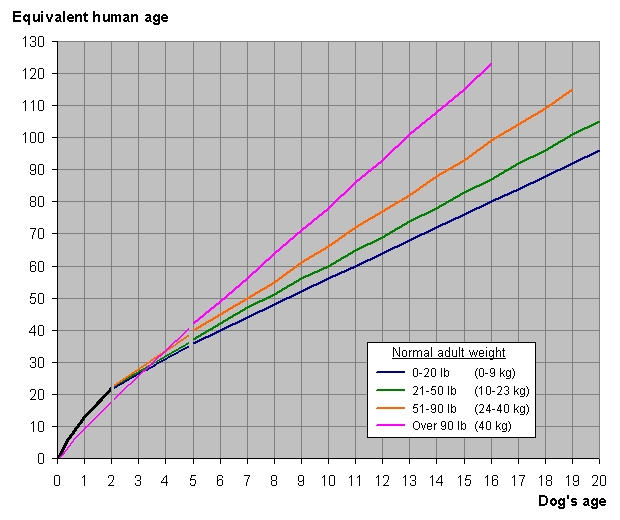
Graphe approximatif d'âge chien comparé à l'âge humain, par rapport aux différentes tailles de chien.

Les termes « années chien » et  « années humaines » sont fréquemment utilisées pour décrire l'âge d'un chien. Cependant, il y a deux façons diamétralement opposées, dans lequel les termes sont définis :
- Une nomenclature commune utilise « années humaines » pour représenter la fonction de calendrier strict (365 jours)
- une « année du chien » comme la partie équivalente de la durée de vie du chien, pour une année civile de l'être humain[1].

En vertu de ce système, un chien âgé de 6 ans serait décrit comme ayant un âge de 6 années humaines ou de 40 à 50  « années chien »  (selon la race).
L'autre système commun définit les « années chien » pour les années de calendrier réelles (365 jours) d'une vie de chien et « années humaines » comme l'âge équivalent d'un être humain.
Par cette terminologie, l'âge d'un chien de 6 ans est décrit comme chien de 6 ans ou de 40 à 50 « années humaines », donc un renversement de la définition précédente.
Cependant, peu importe quel ensemble de terminologie est utilisé, la relation entre les années chien et humaines n'est pas linéaire, comme l'explique la section suivante.

## Types d'estimation du vieillissement

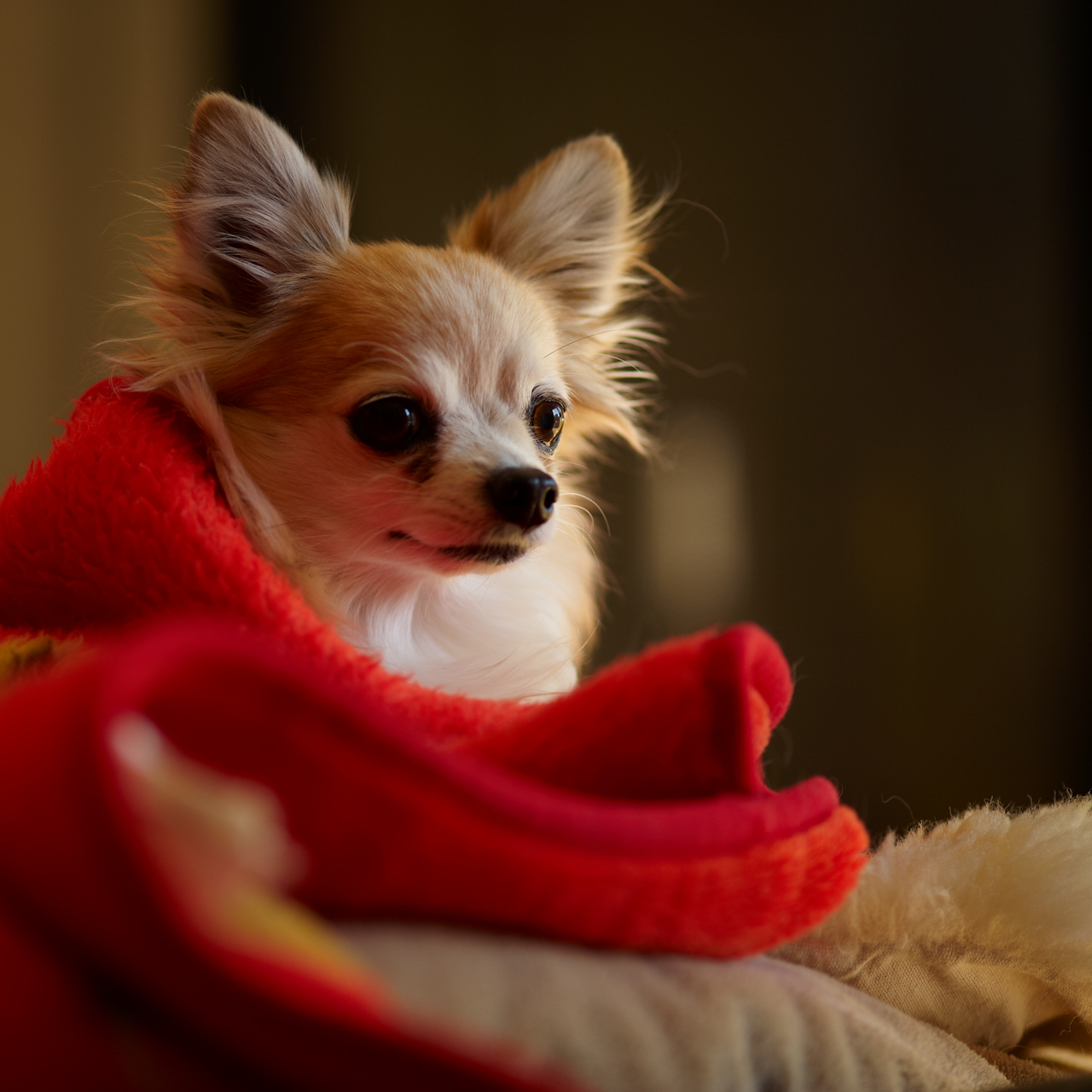
Un Chihuahua de 15 ans dont l'espérance de vie peut parfois aller jusqu'à 20 ans.

Ils peuvent se résumer en trois types :
Mythe populaire
« 7 années humaines équivalent à une année de chien ». C'est inexact pour deux raisons, puisque la première année d'un chien représente environ 18 ans, les 2 premières années environ 25 ans humains et le ratio varie en fonction de la taille et de la race.
Taille unique
Un autre système couramment utilisé suggère que les deux premières années équivalent à 10,5 ans chacune avec les années suivantes, égales à quatre années humaines. Cela est plus précis mais ne fonctionne toujours pas pour la taille/race, qui est un facteur important.
Taille/race calcul spécifique
Ce sont les types plus précis. Ils sont généralement basés par rapport au poids adulte  ou classer le chien en trois catégories : « petit », « moyen » ou « grand ».
Aucune formule pour la conversion de l'âge du chien à l'homme n'est scientifiquement admise, bien que dans des limites assez étroites elles montrent de grandes similitudes.
Par approximation, l'équivalent humain d'un chien de 1 an se situe environ entre 10 et 15 ans.
En une année, un chien ou un chat atteint généralement sa pleine croissance et est sexuellement mature, cependant il faudra attendre pour acquérir une musculature plus puissante, comme chez les adolescents humains.
La deuxième année équivaut à environ 3 à 8 ans en termes de maturité physique et mentale, et chaque année suivante équivaut à environ 4 ou 5 ans humains.
La maturité affective se constitue, comme pour les humains, sur une longue période de temps et par étapes.
Comme dans d'autres domaines, le développement des races géantes est légèrement retardé par rapport aux autres races, et, comme pour les humains, il n'y a pas de différence fondamentale entre l'âge adulte et la pleine maturité (comme comparer l'homme 20 ans et 40 ans par exemple).
Dans toutes les races sauf les grandes, l'intérêt socio-sexuel chez le chien se manifeste entre 6 et 9 mois, pour devenir émotionnellement adulte entre 15 et 18 mois et entièrement mûr entre 3 et 4 ans, bien que, comme avec les humains, l'apprentissage et le raffinement continuent par la suite.
Selon le livre UC Davis Book of Dogs, les petits chiens de race (tels que les petits terriers) sont considérés gériatriquement âgés à environ 11 ans ; les chiens de races moyennes (comme plus grandes épagneuls) à 10 ans ; les chiens de grandes races (comme les chiens berger allemand) à 8 ans et les chiens de race géante (tels que les dogues) à 7 ans.

## Espérance de vie de la race

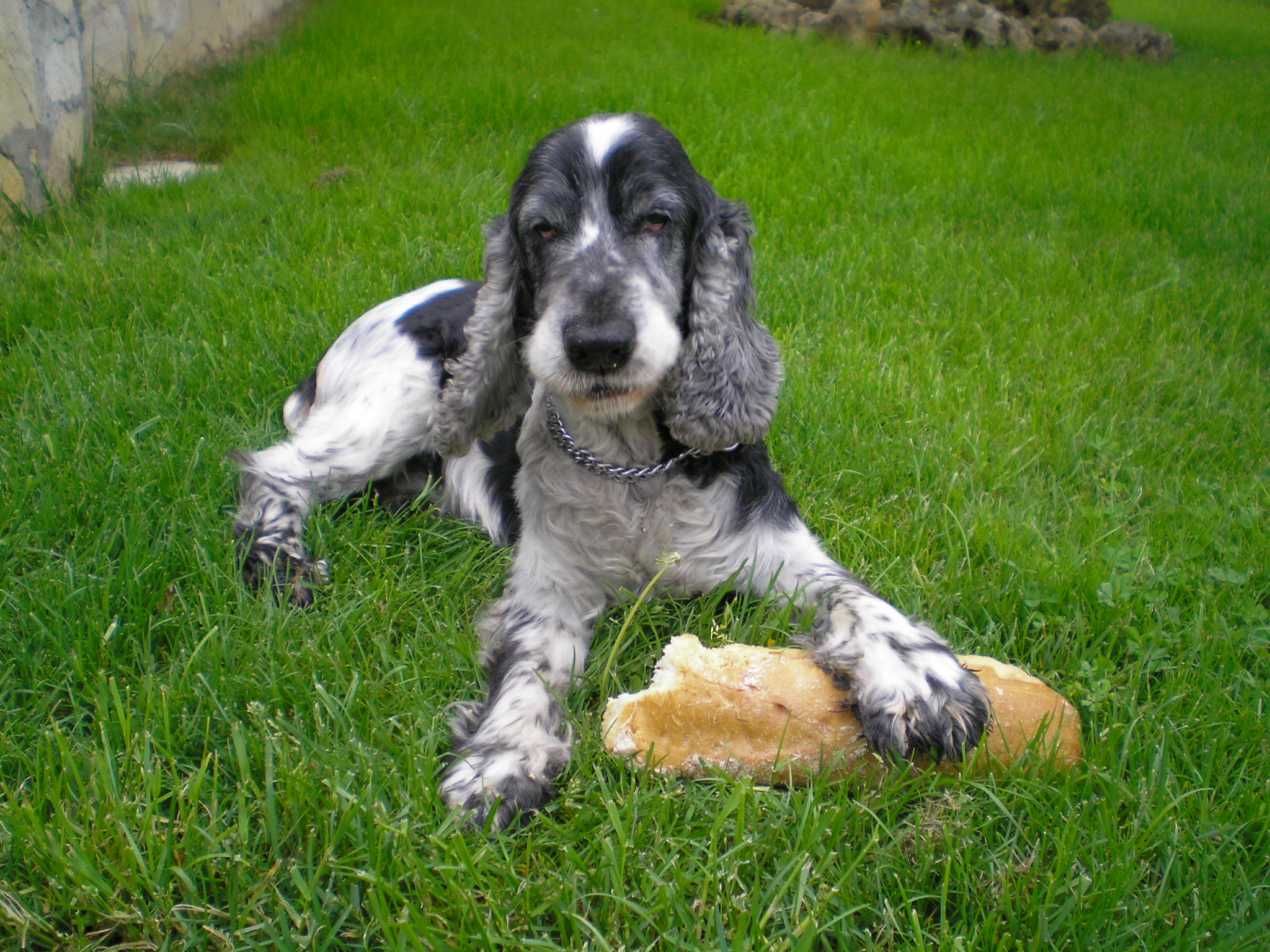
Cocker blanc âgé de 13 ans : les poils blancs de ses oreilles et de ses sourcils n'existaient pas à sa naissance.

Le plus vieux chien connu serait Maggie, un Kelpie Australien, décédé à 30 ans le 17 avril 2016, cependant, l'information n'est pas vérifiable en raison de l'absence de dossier.
Pour tout être vivant l'espérance de vie varie habituellement dans une fourchette. À titre indicatif et pour exemples chez les chiens :
- Parmi les molossoïdes (chiens gardiens), certains Dogues ne vivent que 7 ans, alors que le Mâtin de Naples (jusqu'à 90 kilos pour 75 cm de hauteur) peut vivre jusqu'à 10-11 ans
- le Beagle, un chien de chasse courant (jusqu'à 40 cm au garrot pour 22 kg) a une espérance de vie moyenne 13,3 ans. Mais il vit habituellement entre 12 et 15 ans, tout comme le Cocker anglais, une autre race de chasse (un leveur de gibier qui apprécie aussi beaucoup les canapés de salon)
- le Terrier écossais (chien de compagnie de moins de 28 cm au garrot) vit habituellement dans une fourchette plus large de 10 à 16 ans (espérance de vie moyenne de 12 ans)
- enfin parmi les micro-canins, le tout petit Chihuahua (de 1 à 3 kg) a une espérance de vie pouvant s'approcher des 21 ans (mais la moyenne est aux alentours de quatorze ans).

Les deux chiens dont l'espérance de vie serait la plus longue sur le papier sont le « Bluey » et le « Chilla », des bouviers australiens ; cela a amené à une étude de la longévité des bouviers australiens afin de déterminer si la race possède des gènes favorisant une longévité exceptionnelle. L'enquête sur 100 chiens a donné une longévité moyenne de 13,41 ans avec un écart de 2,36 ans.
L'étude a conclu que tandis que les bouviers australiens sont une race saine et vivent en moyenne presque un an de plus que la plupart des chiens d'autres races dans la même catégorie de poids, l'âge record du Bluey ou du Chilla doit être considéré exceptionnel, plutôt que comme un indicateur de longévité exceptionnel pour la race entière.
Les extrêmes de fourchettes ci-dessus montrent que si sa race est à vie très longue, un petit chien pourrait idéalement avoir au maximum une durée de vie triple par rapport à une autre race canine (chien géant) à vie très courte. Plus réalistes, les espérances de vie moyennes montrent une fourchette de 7 à 14 ans. Le robuste « chien bâtard » (mélange de races) a une espérance de vie moyenne (s'il vit dans le monde occidental) de 13,2 années.

## Facteurs affectant l'espérance de vie
En dehors de la race, plusieurs autres facteurs influencent fortement l'espérance de vie.

### Alimentation
Dans les années 2000, au moins deux chiens ont encore vécu près de 27 ans :
- l'un a été soumis à un régime végétarien strict[7] : un Border collie qui est mort à 26 ans[8].
- l'autre a été nourri surtout avec de la viande de kangourou et d'émeu : un Bull terrier cross qui est décédé à 27 ans[9].

Quel que soit son type de nourriture pour chien, le chien âgé doit être parfaitement hydraté sous peine de sévères problèmes rénaux. Il doit donc toujours avoir à sa disposition une gamelle propre et renouvelée quotidiennement en eau. Si le niveau n'a pas baissé en fin de journée, il est conseillé de le stimuler à boire (comme pour une personne âgée qui peut oublier de s'hydrater).

### Castration et stérilisation
Selon une étude réalisée par l'Association des vétérinaires britanniques (l'auteur AR Michell est le président de la Royal College of Veterinary Surgeons), « Les femelles stérilisées vivent plus longtemps que des chiennes normales lorsque les causes de mort sont naturelles ; les mâles castrés ont une durée de vie plus longue également.»."
La castration ou la stérilisation réduit ou élimine le risque de certaines causes de décès précoce : pyomètre ou tumeurs mammaires chez les femelles, cancer des testicules ou de la prostate chez les mâles.
Une grande étude sur la longévité de vie chez le chien, examine les facteurs naturels et autres affectant son espérance de vie, conclut que :« L'âge moyen au moment du décès (toutes races, toutes causes confondues) est de 11 ans et un mois, mais pour les chiens morts de causes naturelles, c'est 12 ans et huit mois.

## Effets du vieillissement

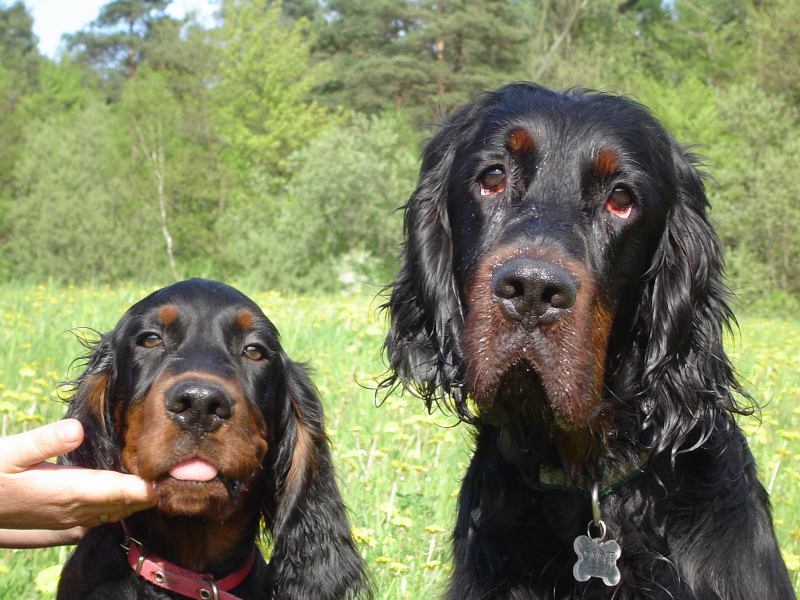
Comparaison entre un jeune cocker anglais de 4 mois, un cocker de 22 ans

En général, les chiens vieillissent d'une manière semblable aux humains. Leurs corps commencent à développer des problèmes qui sont moins fréquents chez les jeunes, et sont plus sujets à des pathologies graves, voire mortelles comme le cancer, l'accident vasculaire cérébral, etc., ils deviennent moins mobiles et peuvent développer des problèmes articulaires comme l'arthrite et deviennent moins actifs physiquement . En outre, ils deviennent moins capables de gérer les changements, y compris climatiques ou la variation de température et peuvent développer des problèmes alimentaires, de la peau, de la vue ou la surdité.
Dans certains cas, l'incontinence peut se développer et des difficultés respiratoires peuvent apparaître.
« Le vieillissement commence à la naissance, mais ses manifestations restent imperceptibles pendant de nombreuses années. Le premier signe du vieillissement est un général caractérisé par une diminution au niveau de l'activité, notamment une tendance à dormir plus longtemps et plus profondément, un déclin de l'enthousiasme pour les longues promenades et pour les jeux ainsi que pour les visites à la maison ».
L'odorat est le dernier sens que le chien gardera durant la vieillesse alors que les autres sens s'atténueront de manière progressive,.
Les effets du vieillissement les plus courants sont
- Perte d'audition
- Perte de la vision (cataracte)
- Diminution de l'activité, plus de sommeil et énergie réduite (en partie en raison de la fonction pulmonaire réduite)
- Modification du caractère
- Douleur
- Amaigrissement ou obésité (besoins en calories peuvent être plus faible de 30 à 40 % chez les chiens âgés)
- Affaiblissement du système immunitaire conduisant à des infections
- Modifications de la peau (épaississement, sécheresse ou assombrissement de la peau)
- Réduction de l'élasticité plastique (peau)
- Perte ou blanchissement des poils
- Changement des pattes, pieds et des ongles (ongles plus épais et plus cassants, plus difficiles à couper)
- Arthrite et autres problèmes articulaires
- Perte de dents
- Maladies gastro-intestinales (estomac, maladies du pancréas, constipation)
- Os et muscles (faiblesse)
- Problèmes urinaires (incontinence chez les deux sexes)
- Problèmes de prostatite chez les mâles, difficulté à uriner,
- Kystes mammaires et tumeurs chez les femelles
- Sénilité
- Souffle cardiaque
- Diabète[15].

### Sources
- (en) Cet article est partiellement ou en totalité issu de l’article de Wikipédia en anglais intitulé « Aging in dogs » (voir la liste des auteurs).